# Colibri à menton bleu
Chlorestes notata
Espèce
Synonymes
- Chlorostilbon notatus, Chlorestes notatus

Répartition géographique
Statut de conservation UICN

 LC  : Préoccupation mineure
Statut CITES
Le Colibri à menton bleu (Chlorestes notata) ou Émeraude à menton bleu, est une espèce d'oiseaux de la famille des Trochilidae.

## Répartition et sous-espèces
Selon la classification de référence du Congrès ornithologique international (15.1, 2025) il se répartit en trois sous-espècès :
- C. n. notata (Reich, 1793) — du nord-est de la Colombie à travers le plateau des Guyanes, Amazonie, façade littorale nord/est du Brésil ;
- C. n. puruensis (Riley, 1913) — ouest de l'Amazonie ;
- C. n. obsoleta Zimmer, 1950 — aval du río Ucayali.

## Référence
- (fr) Oiseaux.net : Chlorestes notatus (+ répartition)
- (en) Congrès ornithologique international : Chlorestes notata dans l'ordre Apodiformes
- (en) CITES : Chlorostilbon notatus (Reich, 1793)  (+ répartition sur Species+) (consulté le 1er juillet 2015)
- (en) UICN : espèce Chlorestes notatus (Reich, 1793) (consulté le 1er juillet 2015)
- (fr + en)  Avibase : Chlorestes notata (+ répartition) (consulté le 1er juillet 2015)
- (en) « Neotropical Birds Online », Cornell Lab of Ornithology, 23 juin 2011

1. ↑  Congrès ornithologique international,  15.1, 2025.